# Holger Obermann
Holger Obermann (* 31. August 1936 in Kassel; † 30. Oktober 2021 in Friedrichsdorf) war ein deutscher Fußballtorhüter und Fernsehreporter. Von 1971 bis 1984 gehörte er zu den Moderatoren der Sportschau in der ARD.

## Leben
Der Torhüter Holger Obermann war Vertragsspieler beim KSV Hessen Kassel, Concordia Hamburg und dem FSV Frankfurt. 1961 ging er in die USA. Er spielte in New Jersey beim SC Elizabeth in der 1. German-American Soccer-League. Seine Journalisten-Laufbahn begann er mit einem Volontariat bei der Hamburger Morgenpost. Später war er Redakteur und Auslandskorrespondent bei der New Yorker Staats-Zeitung, Leiter einer deutschsprachigen Radiostation und Mitarbeiter des amerikanischen Fernsehsenders ABC in Miami. Nach seiner Rückkehr nach Deutschland im Jahr 1966 war er leitender Redakteur beim Fernsehen des Hessischen Rundfunks, später Leiter der Redaktion Fernsehen-Sport aktuell beim Süddeutschen Rundfunk. Hierbei kommentierte er Fußballspiele für die ARD. Auch moderierte er die Sendung Sport im Dritten. Er war im Printjournalismus auch für den kicker tätig.
Holger Obermann engagierte sich viele Jahre in der sportbezogenen Entwicklungshilfe in Krisengebieten. Seine Arbeit als „Sportentwicklungsexperte“ führte ihn im Auftrag des Deutschen Fußball-Bundes und des Nationalen Olympischen Komitees zu rund 30 Einsatzorten, u. a. nach Osttimor, Kamerun, Nepal, Bangladesch, Sri Lanka und Afghanistan. Ab März 2004 war Obermann für seine Verdienste um die Nachwuchsarbeit Ehrenmitglied des afghanischen Fußballverbandes. Nach dem Seebeben im Indischen Ozean 2004 wurde er von der FIFA zum Technischen Berater für das Aufbauprogramm in Sri Lanka ernannt und war dort auch direkt vor Ort tätig.
Seit 2009 lebte er mit seiner Frau Barbara in Friedrichsdorf im Taunus, die er an seinem 25. Geburtstag geheiratet hatte. Aus der Ehe stammen zwei Kinder. Am 30. Oktober 2021 starb Obermann im Alter von 85 Jahren trotz zweimaliger Impfung an den Folgen einer Erkrankung an COVID-19.

## Ehrungen und Auszeichnungen
- Verdienstorden der Bundesrepublik Deutschland
  - Verdienstkreuz am Bande; 22. Mai 1980[7]
  - Verdienstkreuz 1. Klasse; 9. Oktober 1997[7]
- Georg von Opel-Preis (1997)
- Preis für Toleranz und Fair Play des Bundesinnenministers (2004)
- DFB-Verdienstspange 2004
- FIFA-Verdienstorden 2010[8]
- Die Initiative Deutscher Fußball Botschafter ehrte Obermann für sein internationales Engagement in der sportlichen und medialen Entwicklungsarbeit zum Deutschen Fußball Botschafter 2013.[9]

## Werke
- Rot-Weiss vor, noch ein Tor. Thienemann-Verlag, Stuttgart 1975, ISBN 3-522-12280-1.
- Und alle träumen von Pele. Meine Erlebnisse am Gambia-River. Consens Verlag, Stuttgart 1989, ISBN 3-926729-06-6.
- Mein Fußball hatte Flügel: Erlebnisse von New York bis Kabul. Balog & Co, Wehrheim 2014, ISBN 978-3-95586-001-1.